# Taras Kulakov
Taras Kulakov (tiếng Ukraine: Тарас Кулаков), còn được biết với tên "Crazy Russian Hacker" là một người Mỹ gốc Ukraine nổi tiếng (personality) trên Youtube được biết đến bởi những video hướng dẫn mẹo vặt hay, bổ ích trên các kênh Youtube: "CrazyRussianHacker", "Taras Kul", được tạo ra vào ngày 18/05/2012 với trên 9 triệu người đăng ký (subcriber) và nằm trong top 200 kênh 

## Tiểu sử
Anh lớn lên ở Nga và sau đó đã chuyển sang sống ở Asheville, North Carolina nơi anh làm việc tại Walmart trong khi tạo lập, phát triển các kênh Youtube đầu tiên.